# Lichenopsis incriminata
Lichenopsis incriminata är en insektsart som först beskrevs av Schmidt 1905.  Lichenopsis incriminata ingår i släktet Lichenopsis och familjen Flatidae. Inga underarter finns listade i Catalogue of Life.